# غارثيلاسو دي لا فيغا
غارثيلاسو دي لا فيغا (بالإسبانية: Garcilaso de la Vega، ولد في 1498، طليطلة، إسبانيا - توفي في 14 أكتوبر 1536، نيس، فرنسا) كاتب، شاعر وعسكري إسباني. من أبرز الكتاب في تاريخ إسبانيا، أحد أدباء العصر الذهبي الإسباني. كان يعمل في إيطاليا لدى جيش كارلوس الخامس.

## حياته
ولد غارثيلاسو عام 1498، وكان يتيم الأب، تلقى تعليمه بعناية شديدة في بلاط الملك حيث عرف صديقه الفارس خوان بوسكن. في عام 1520 التحق بخدمة كارلوس الخامس ملك إسبانيا بوصفه عضو دائم في الحرس الملكي. في حياته تعلم غارثيلاسو اللغة اليونانية، اللاتينية، الإيطالية، والفرنسية، الموسيقى والمبارزة. أحب امرأة تدعى غيومار كاريو وأنجب منها ابن يدعى يدعى لورنثو سوارث عام 1520.

## أعماله في الشعر
تقسم الأعمال الشعرية لغارثيلاسو تبعاً لإقامته في نابولي (الفترة الأولى من عام 1522-1523، ثم 1533). قبل مجيئه إلى نابولي لم يحدد في شعره خصائص الأسلوب المنتمى لفرانثيسكو بتراركا، ولكن في نابولي اكتشف وقرأ لكثير من الكتاب الإيطاليين. عندما غادر نابولي ترك معها خصائص الشعر الإيطالي المتأثر سواء بالكتاب القدامى مثل بتراركا أو المعاصرين مثل خاكوبو سانثرو (مؤلف لا أركاديا). وأقام غارثيلاسو عالمه الخاص المليئ بالمؤثرات التي انعكست على شعره، كما أثر فيه لودوبيكو أريوستو الذي أخذ عنه مواضيع المتعلقة بجنون الحب.

## وصلات خارجية
- غارثيلاسو دي لا فيغا على موقع الموسوعة البريطانية (الإنجليزية)
- غارثيلاسو دي لا فيغا على موقع ديسكوغز (الإنجليزية)

- (بالإسبانية) مؤسسة غارثيلاسو دي لا فيغا
- (بالإسبانية) مؤلفات غارثيلاسو دي لا فيغا